# Karl Theodor Sonnenkalb
Karl Theodor Sonnenkalb (* 20. April 1821 in Ronneburg; † 23. Juni 1891 in Altenburg) war ein deutscher Jurist und Politiker.

## Leben
Als Sohn des Kaufmanns  Carl Friedrich Sonnenkalb geboren, studierte Sonnenkalb nach dem Besuch des Altenburger Friedrichgymnasiums Rechtswissenschaften in Jena. Während seines Studiums wurde er 1840 Mitglied der Burschenschaft auf dem Fürstenkeller; 1846 wurde er Ehrenmitglied der Burschenschaft Germania Jena. Nach seinen Examen 1842 und 1843 wurde er nach mehreren Stationen als Auditor 1845 Advokat und Notar in Ronneburg. Von 1858 bis 1865 war er Abgeordneter der Stadt Ronneburg in der Landschaft des Herzogtums Sachsen-Altenburg. Er war auch Vorsitzender des Stadtverordnetenkollegiums in Ronneburg. In der Gößnitz-Geraer Eisenbahn-Gesellschaft war er als Mitglied des Direktoriums und Vorsitzender tätig. 1865 wurde er Justizrat, dann Geheimer Finanzrat. 1866 trat er in den Staatsdienst als Vorstand der Ministerialabteilung für die Finanzen. 1866 wurde er Geheimer Staatsrat. Er war Ehrenbürger von Ronneburg und Ehrenmitglied des Gewerbevereins. 1891 wurde er Wirklicher Geheimrat mit dem Prädikat Exzellenz.
Sein Bruder war Carl Victor Sonnenkalb (1814–1869), Abgeordneter der Frankfurter Nationalversammlung und sachsen-altenburgischer Minister.